# Gyretes zilchi
Gyretes zilchi is een keversoort uit de familie van schrijvertjes (Gyrinidae). De wetenschappelijke naam van de soort is voor het eerst geldig gepubliceerd in 1952 door Ochs.